# Jesse Hutch
Jesse Hutch, właściwie Jesse Hutchakowski (ur. w 1981 w Albercie) – kanadyjski aktor filmowy i telewizyjny.
Wychowywał się w różnych miejscowościach Kanady. Uczęszczał do college’u Algonquin w Ottawie (Ontario). Zadebiutował rolą Gilla Guya w odcinku serialu Cień anioła w 2001 roku. Wkrótce wystąpił gościnnie w innych popularnych tasiemcach, takich jak Wybrańcy obcych czy Tajemnice Smallville. Światową sławę przyniosły mu role Jimmy’ego Rileya w serialu tv American Dreams i Treya w horrorze Freddy kontra Jason (Freddy vs Jason, 2003). Pojawił się również w jednej z głównych ról w filmie stacji Sci Fi Channel pt. Zaginiony lot (Termination Point, 2007).

## Filmografia

### Filmy kinowe/wideo
- Freddy kontra Jason (Freddy vs. Jason, 2003) jako Trey
- Efekt motyla (The Butterfly Effect, 2004) jako Spencer
- Have You Heard? Secret Central (2004)
- In Her Line of Fire (2006) jako Rosen
- Krwawa wróżba (The Tooth Fairy, 2006) jako Bobby Boulet
- Jake's Run (2009) jako Carson Crane
- On the Run (2010) jako Sergey
- Prześladowca 3 (Joy Ride 3: Road Kill, 2014) jako Jordan Wells

### Filmy tv
- Behind the Camera: The Unauthorized Story of Mork & Mindy (2005) jako zwariowany fan
- Upadłe anioły (Fallen, 2006) jako Peter Lockhart
- Zaginiony lot (Termination Point, 2007) jako Mark
- Nightmare (2007) jako Gavin

### Seriale tv
- Cień anioła (Dark Angel, 2001) jako Gill Guy
- Wybrańcy obcych (Taken, 2002) jako Groom
- Just Cause (2002) jako Matt Simmons
- American Dreams (2002–2004) jako Jimmy Riley
- Tajemnice Smallville (Smallville, 2002–2005)
- Romeo! (2003) jako Cory Deiter
- Peacemakers (2003) jako Kevin Taylor
- Tru Calling (2004)
- 4400 (The 4400, 2004) jako Brad Rossi
- A.M.P.E.D. (2007)
- About a Girl (2007–2008) jako Jason
- Kyle XY (2009) jako Nate Harrison
- Dawno, dawno temu (2012) jako Piotruś